# Camoenen
Camoenen (Camönä, Carmentes) sind ursprünglich zwei altitalische Nymphen mit Sibyllengaben; ihre Weissagungen erteilten sie in gebundener Rede, und Numa weihte ihnen einen Hain und eine Quelle, woselbst er unter der begeisternden Einflüsterung Egerias seine Gesetze schrieb. In späterer Zeit wurde der Name Camönen wegen gleicher Eigenschaft den Musen beigelegt, und zwar so häufig von allen Dichtern alter und neuerer Zeit für jene gebraucht, dass sich die früher eigentümliche Bedeutung ganz verlor und verwischte.